# Liga Premier de Bosnia y Herzegovina 2016-17
La temporada 2016-17 fue la edición número 17 de la Liga Premier de Bosnia y Herzegovina. La torneo comenzó el 23 de julio de 2016 y terminó el 28 de mayo de 2017. Željezničar se coronó campeón.

## Formato
Los doce equipos participantes jugaron entre sí todos contra todos dos veces totalizando 22 partidos cada uno, al término de la fecha 22 los seis primeros clasificados pasaron a integrar el Grupo campeonato, mientras que los seis últimos integraron el Grupo descenso.
El primer clasificado del Grupo campeonato obtuvo un cupo para la segunda ronda de la Liga de Campeones 2017-18, mientras que el segundo y tercer clasificado obtuvieron un cupo para la primera ronda de la Liga Europa 2017-18; por otro lado los dos últimos clasificados del Grupo descenso descendieron a la Primera Liga de la República Srpska o a la Primera Liga de la Federación de Bosnia y Herzegovina dependiendo a cual de las dos estén afiliados los clubes.
Un tercer cupo para la primera ronda de la Liga Europa 2017-18 es asignado al campeón de la Copa de Bosnia y Herzegovina.

## Ascensos y descensos
| Pos. | Ascendidos de Primera Liga (RS) 2015-16 |
| ---- | --------------------------------------- |
| 1    | Krupa                                   |
| Pos. | Ascendidos de Primera Liga (FB) 2015-16 |
| 1    | Metalleghe-BSI                          |

| Pos. | Descendidos de Liga Premier 2015-16 |
| ---- | ----------------------------------- |
| 11   | Borac                               |
| 12   | Slavija Sarajevo                    |
| 13   | Travnik                             |
| 14   | Prijedor                            |
| 15   | Zvornik                             |
| 16   | Velež                               |

## Equipos participantes
| Equipo               | Ciudad        | Estadio                      | Capacidad |
| -------------------- | ------------- | ---------------------------- | --------- |
| Čelik Zenica         | Zenica        | Bilino Polje                 | 15.600    |
| Krupa                | Krupa         | Gradski stadion Krupa        | 2.000     |
| Metalleghe-BSI       | Jajce         | Stadion Mračaj               | 3.000     |
| Mladost Doboj Kakanj | Doboj         | Stadion Mladost Kakanj       | 3.000     |
| Olimpic Sarajevo     | Sarajevo      | Stadion Otoka                | 5.000     |
| Radnik Bijeljina     | Bijeljina     | Gradski Stadion, Bijeljina   | 6.000     |
| Sarejevo             | Sarajevo      | Asim Ferhatović Hase Stadium | 34.500    |
| Široki Brijeg        | Široki Brijeg | Stadion Pecara               | 10.000    |
| Sloboda Tuzla        | Tuzla         | Stadion Tušanj               | 15.000    |
| Vitez                | Vitez         | Gradski Stadion Vitez        | 3.000     |
| Željezničar          | Sarajevo      | Stadion Grbavica             | 12.000    |
| Zrinjski Mostar      | Mostar        | Stadion pod Bijelim Brijegom | 25.000    |

## Temporada regular

### Tabla de posiciones
| Pos. | Equipo           | Pts. | PJ | G  | E | P  | GF | GC | Dif. | Clasificación 2016–17    |
| ---- | ---------------- | ---- | -- | -- | - | -- | -- | -- | ---- | ------------------------ |
| 1    | Zrinjski Mostar  | 45   | 22 | 13 | 6 | 3  | 38 | 19 | +19  | Ronda por el campeonato  |
| 2    | Željezničar      | 44   | 22 | 13 | 5 | 4  | 28 | 14 | +14  | Ronda por el campeonato  |
| 3    | Sarajevo         | 43   | 22 | 12 | 7 | 3  | 30 | 16 | +14  | Ronda por el campeonato  |
| 4    | Radnik Bijeljina | 37   | 22 | 10 | 7 | 5  | 31 | 22 | +9   | Ronda por el campeonato  |
| 5    | Sloboda Tuzla    | 35   | 22 | 9  | 8 | 5  | 31 | 24 | +7   | Ronda por el campeonato  |
| 6    | Krupa            | 32   | 22 | 9  | 5 | 8  | 27 | 22 | +5   | Ronda por el campeonato  |
| 7    | Široki Brijeg    | 28   | 22 | 7  | 7 | 8  | 23 | 26 | −3   | Ronda por la permanencia |
| 8    | Mladost Doboj    | 26   | 22 | 6  | 8 | 8  | 27 | 26 | +1   | Ronda por la permanencia |
| 9    | Vitez            | 23   | 22 | 5  | 8 | 9  | 12 | 19 | −7   | Ronda por la permanencia |
| 10   | Metalleghe-BSI   | 21   | 22 | 6  | 3 | 13 | 20 | 29 | −9   | Ronda por la permanencia |
| 11   | Čelik Zenica     | 13   | 22 | 2  | 7 | 13 | 14 | 34 | −20  | Ronda por la permanencia |
| 12   | Olimpic Sarajevo | 11   | 22 | 2  | 5 | 15 | 15 | 45 | −30  | Ronda por la permanencia |

Actualizado a los partidos jugados el 18 de marzo de 2017.
 Fuente: Soccerway

### Resultados
| Local \ Visitante | CEL | KRU | MET | MLA | OLI | RAD | SAR | SIR | SLO | VIT | ZEL | ZRI |
| ----------------- | --- | --- | --- | --- | --- | --- | --- | --- | --- | --- | --- | --- |
| Čelik Zenica      | —   | 1–2 | 1–3 | 2–2 | 3–0 | 0–1 | 1–1 | 0–1 | 0–2 | 0–1 | 1–1 | 1–1 |
| Krupa             | 0–0 | —   | 1–0 | 1–1 | 2–0 | 2–2 | 0–1 | 1–0 | 3–0 | 2–0 | 0–1 | 0–0 |
| Metalleghe-BSI    | 1–1 | 0–2 | —   | 2–0 | 1–1 | 1–2 | 0–2 | 1–0 | 0–0 | 0–1 | 0–1 | 0–4 |
| Mladost Doboj     | 1–0 | 0–1 | 3–2 | —   | 3–0 | 0–0 | 0–0 | 3–1 | 3–1 | 1–2 | 0–0 | 0–1 |
| Olimpic Sarajevo  | 3–0 | 0–3 | 0–2 | 2–3 | —   | 0–3 | 0–1 | 3–1 | 3–3 | 0–0 | 0–2 | 0–5 |
| Radnik Bijeljina  | 2–3 | 3–1 | 1–0 | 0–0 | 2–0 | —   | 0–0 | 2–1 | 2–1 | 1–1 | 1–2 | 1–1 |
| Sarajevo          | 4–0 | 3–2 | 1–2 | 4–3 | 1–0 | 2–0 | —   | 2–0 | 1–1 | 1–0 | 0–0 | 2–0 |
| Široki Brijeg     | 1–0 | 3–1 | 3–1 | 2–1 | 0–0 | 2–2 | 2–2 | —   | 2–2 | 1–1 | 1–0 | 1–1 |
| Sloboda Tuzla     | 2–0 | 2–1 | 2–1 | 1–1 | 3–0 | 0–1 | 3–0 | 1–0 | —   | 1–0 | 2–0 | 3–3 |
| Vitez             | 0–0 | 0–0 | 1–0 | 1–1 | 0–0 | 1–4 | 0–1 | 0–1 | 0–0 | —   | 0–2 | 0–1 |
| Željezničar       | 1–0 | 2–1 | 2–1 | 1–0 | 3–2 | 2–0 | 1–1 | 2–0 | 1–1 | 0–2 | —   | 0–1 |
| Zrinjski Mostar   | 4–0 | 3–1 | 0–2 | 2–1 | 4–1 | 2–1 | 1–0 | 0–0 | 2–0 | 2–1 | 0–4 | —   |

## Grupo campeonato

### Clasificación
| Pos. | Equipo              | Pts. | PJ | G  | E  | P  | GF | GC | Dif. | Clasificación 2017–18                 |
| ---- | ------------------- | ---- | -- | -- | -- | -- | -- | -- | ---- | ------------------------------------- |
| 1    | Zrinjski Mostar (C) | 64   | 32 | 18 | 10 | 4  | 54 | 25 | +29  | Segunda ronda de la Liga de Campeones |
| 2    | Željezničar         | 63   | 32 | 18 | 9  | 5  | 41 | 22 | +19  | Primera ronda de la Liga Europa       |
| 3    | Sarajevo            | 59   | 32 | 16 | 11 | 5  | 41 | 22 | +19  | Primera ronda de la Liga Europa       |
| 4    | Krupa               | 46   | 32 | 12 | 10 | 10 | 40 | 35 | +5   |                                       |
| 5    | Sloboda Tuzla       | 43   | 32 | 11 | 10 | 11 | 39 | 42 | −3   |                                       |
| 6    | Radnik Bijeljina    | 40   | 32 | 10 | 10 | 12 | 37 | 39 | −2   |                                       |

Actualizado a los partidos jugados el 28 de mayo de 2017.
 Fuente: Soccerway

### Resultados
| Local \ Visitante | KRU | RAD | SAR | SLO | ZEL | ZRI |
| ----------------- | --- | --- | --- | --- | --- | --- |
| Krupa             | —   | 1–1 | 1–0 | 3–0 | 1–1 | 1–1 |
| Radnik Bijeljina  | 2–2 | —   | 0–3 | 0–1 | 0–1 | 1–2 |
| Sarajevo          | 1–1 | 1–1 | —   | 1–0 | 1–0 | 0–0 |
| Sloboda Tuzla     | 1–3 | 2–0 | 0–2 | —   | 2–2 | 0–0 |
| Željezničar       | 1–0 | 2–1 | 0–0 | 4–2 | —   | 2–1 |
| Zrinjski Mostar   | 4–0 | 2–0 | 3–2 | 3–0 | 0–0 | —   |

## Grupo descenso

### Clasificación
| Pos. | Equipo           | Pts. | PJ | G | E  | P  | GF | GC | Dif. | Clasificación y descenso 2017–18  |
| ---- | ---------------- | ---- | -- | - | -- | -- | -- | -- | ---- | --------------------------------- |
| 1    | Široki Brijeg    | 37   | 32 | 9 | 10 | 13 | 34 | 35 | −1   | Primera ronda de la Liga Europa   |
| 2    | Mladost Doboj    | 37   | 32 | 8 | 13 | 11 | 42 | 45 | −3   |                                   |
| 3    | Vitez            | 35   | 32 | 8 | 11 | 13 | 20 | 30 | −10  |                                   |
| 4    | Čelik Zenica     | 35   | 32 | 8 | 11 | 13 | 28 | 39 | −11  |                                   |
| 5    | Metalleghe-BSI   | 32   | 32 | 7 | 11 | 14 | 25 | 34 | −9   | Descenso a Prva Liga FBiH 2017-18 |
| 6    | Olimpic Sarajevo | 23   | 32 | 5 | 8  | 19 | 28 | 62 | −34  | Descenso a Prva Liga FBiH 2017-18 |

Actualizado a los partidos jugados el 27 de mayo de 2018.
 Fuente: Soccerway
Notas:
1. ↑  Tras ganar la Copa de Bosnia y Herzegovina el Široki Brijeg recibe un cupo para la primera ronda de la Liga Europea 2017-18.

### Resultados
| Local \ Visitante | CEL | MET | MLA | OLI | SIR | VIT |
| ----------------- | --- | --- | --- | --- | --- | --- |
| Čelik Zenica      | —   | 0–0 | 1–0 | 4–1 | 1–0 | 1–0 |
| Metalleghe-BSI    | 0–0 | —   | 0–0 | 1–1 | 0–0 | 0–0 |
| Mladost Doboj     | 3–3 | 2–2 | —   | 2–2 | 1–0 | 4–1 |
| Olimpic Sarajevo  | 0–1 | 1–0 | 3–3 | —   | 2–0 | 0–1 |
| Široki Brijeg     | 1–1 | 0–1 | 4–0 | 5–1 | —   | 0–1 |
| Vitez             | 0–2 | 1–1 | 3–0 | 0–2 | 1–1 | —   |

## Goleadores
Actualizado el 3 de Mayo de 2017.
| Pos. | Jugador            | Club             | Goles |
| ---- | ------------------ | ---------------- | ----- |
| 1    | Ivan Lendrić       | Željezničar      | 18    |
| 2    | Elvir Koljič       | Krupa            | 13    |
| 3    | Sulejman Krpić     | Sloboda Tuzla    | 11    |
| 4    | Mersudin Ahmetovic | Sarajevo         | 10    |
| 5    | Jasmin Mešanović   | Zrinjski Mostar  | 10    |
| 5    | Marko Obradović    | Radnik Bijeljina | 10    |
| 7    | Wagner Santos Lago | Široki Brijeg    | 8     |
| 7    | Nemanja Bilbija    | Zrinjski Mostar  | 8     |
| 9    | Ognjen Todorović   | Zrinjski Mostar  | 7     |